# Georges Claes
Georges Claes, nacido el 7 de enero de 1920 en Boutersem y fallecido el 14 de marzo de 1994 en Lovaina, fue un ciclista belga. Profesional de 1939 a 1953, ganó la París-Roubaix en 1946 y 1947.

## Palmarés
1941
- Circuito de Bélgica, más 1 etapa
- Tour de Hesbaye
- Gran Premio de la Villa de Zottegem

1942
- Tour de Hesbaye
- Gran Premio del 1 de Mayo
- Gran Premio Stad Sint-Niklaas
- 1º en el Stadsprijs Geraardsbergen

1943
- 2.º en el Campeonato de Bélgica en Ruta
- Gran Premio Stad Sint-Niklaas

1946
- París-Roubaix

1947
- París-Roubaix
- Tour de Limburgo

1949
- Circuito de Flandes oriental
- Circuito des monts du sud-ouest